# Moritz Stifter

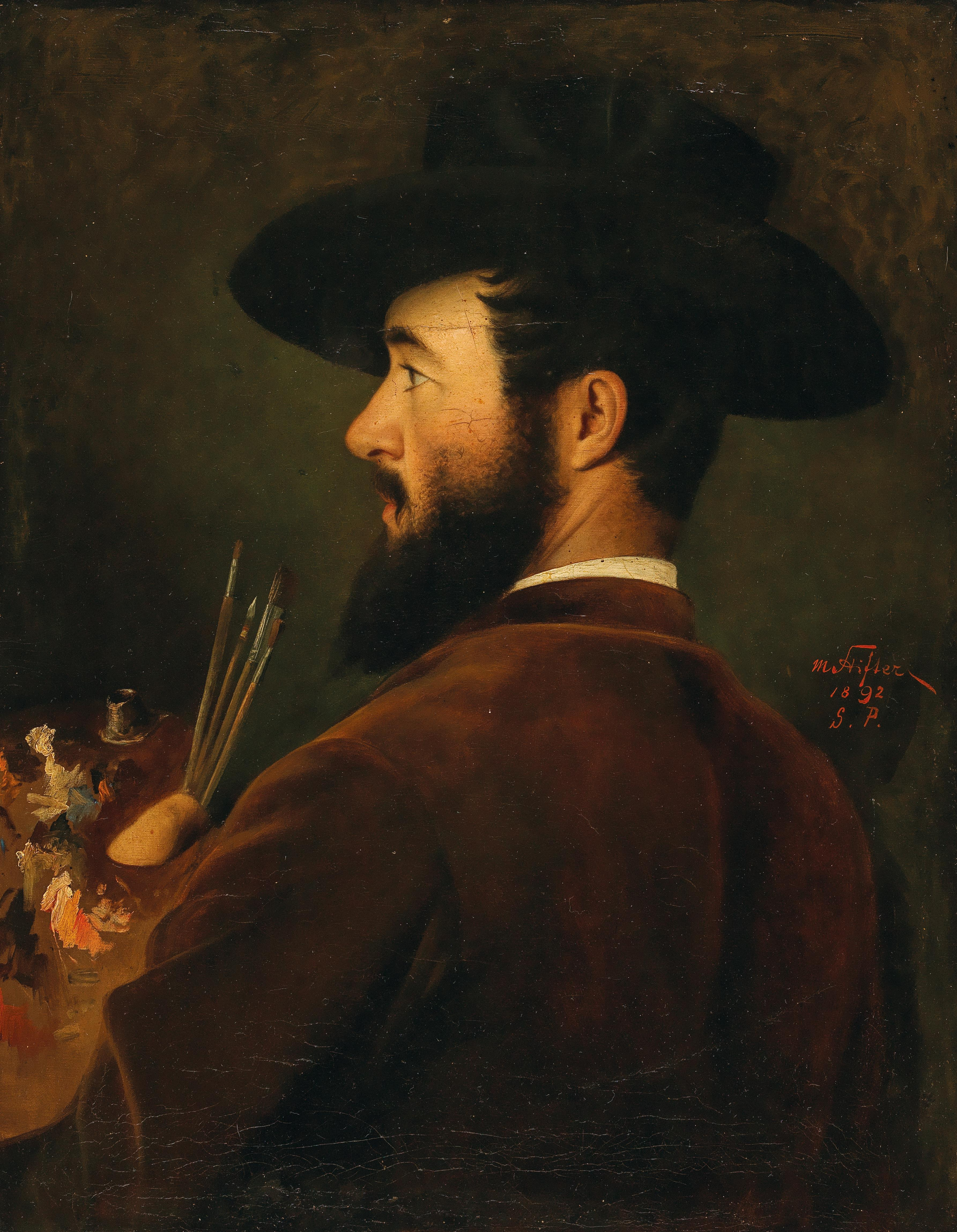
Selbstbildnis mit Malerpalette, 1892

Moritz Stifter (* 19. September 1857 in Český Krumlov; † 23. Mai 1905 in Mauer-Öhling) war ein österreichischer Genremaler und Neffe von Adalbert Stifter (1805–1868).
Geboren als Sohn eines Ingenieurs, wählte Moritz Stifter zunächst die Offizierslaufbahn, studierte danach seit dem 21. Oktober 1882 Malerei in der Antikenklasse der Königlichen Akademie der bildenden Künste in München bei Carl Theodor von Piloty. Bei der Immatrikulierung gab Stifter seine Herkunft aus Böhmisch Krumau an.
Seit 1899 wohnte er und arbeitete in seinem Atelier in Haag bei Neulengbach, Niederösterreich. Moritz Stifter malte fast ausschließlich schöne Frauen in verführerischen Posen, oft im orientalischen Milieu.

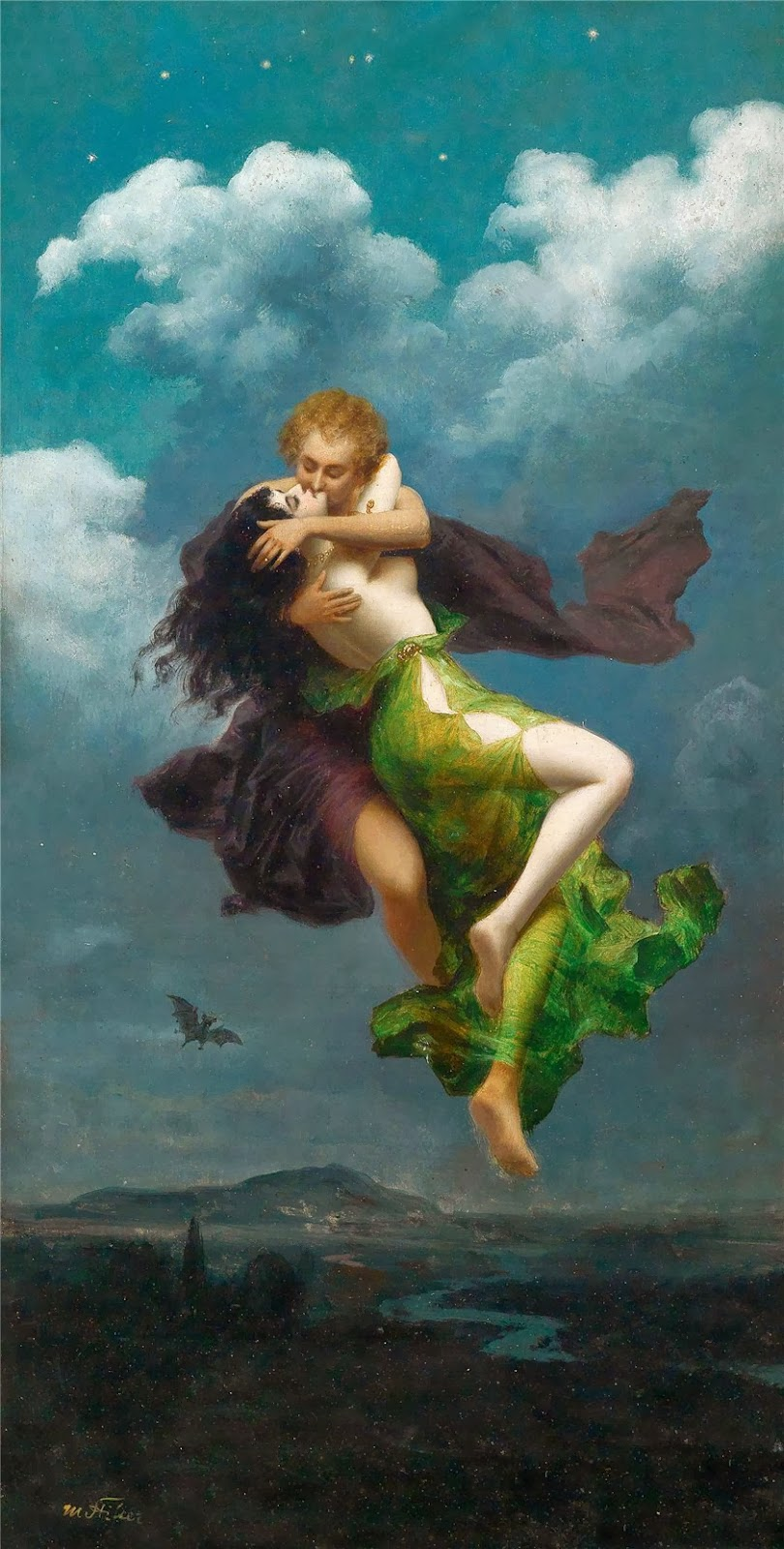
Allegorie des Traums
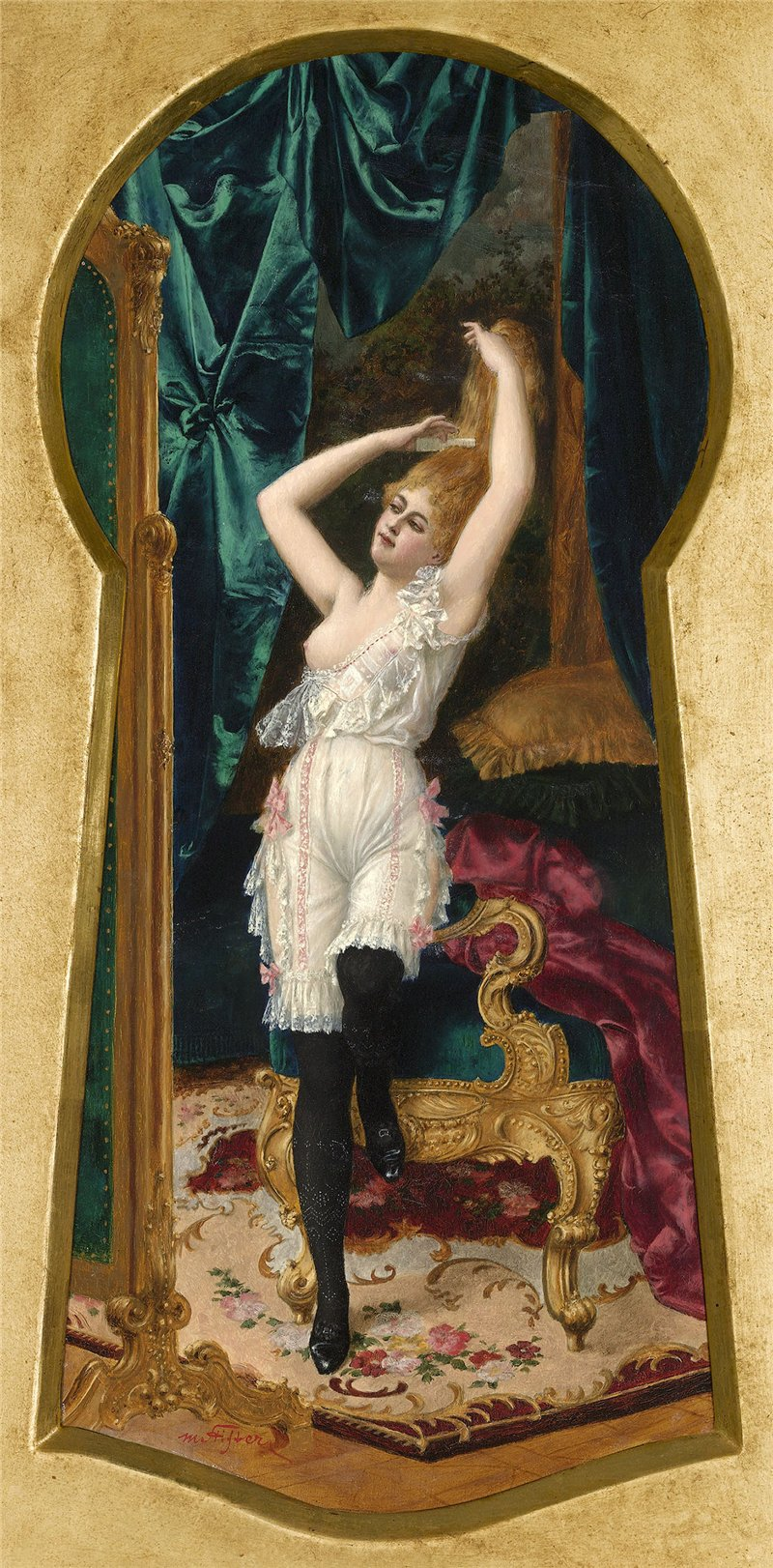
Durch das Schlüsselloch
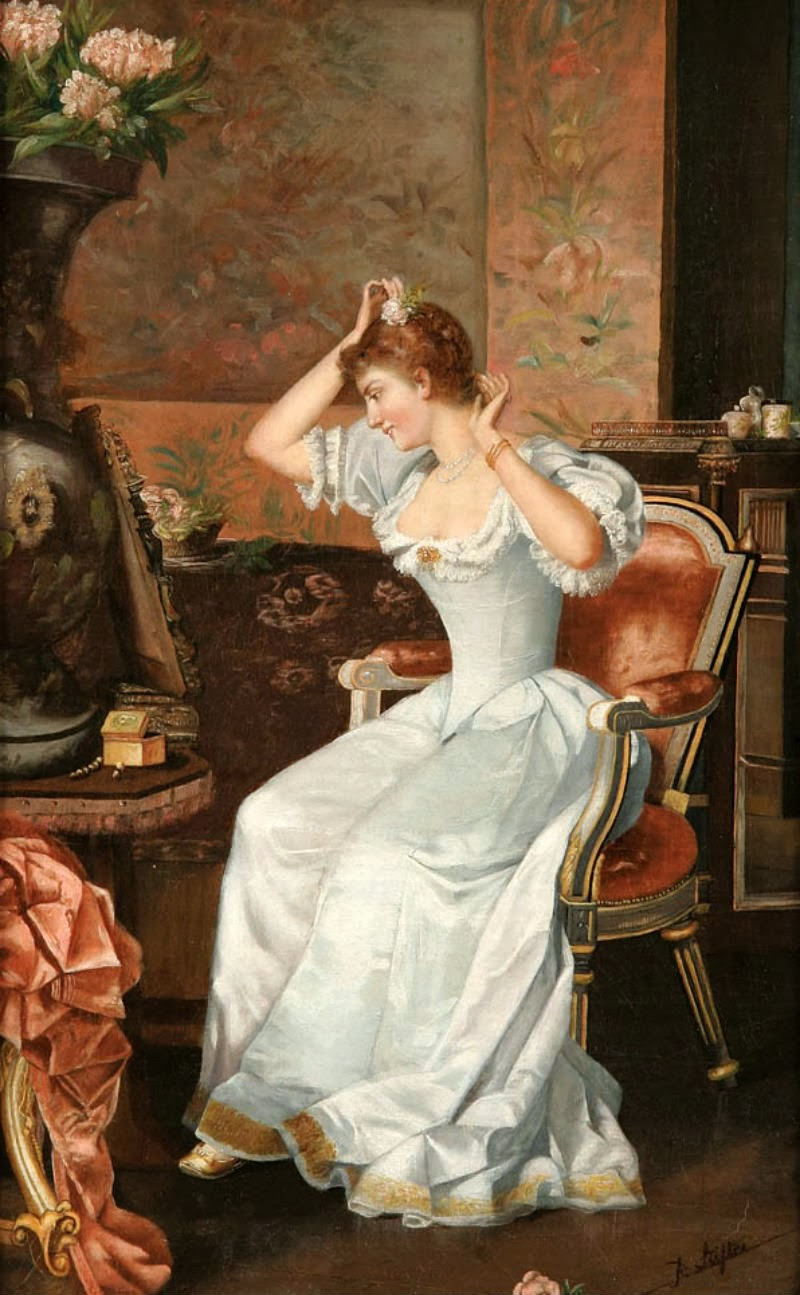
Vor dem Auftritt
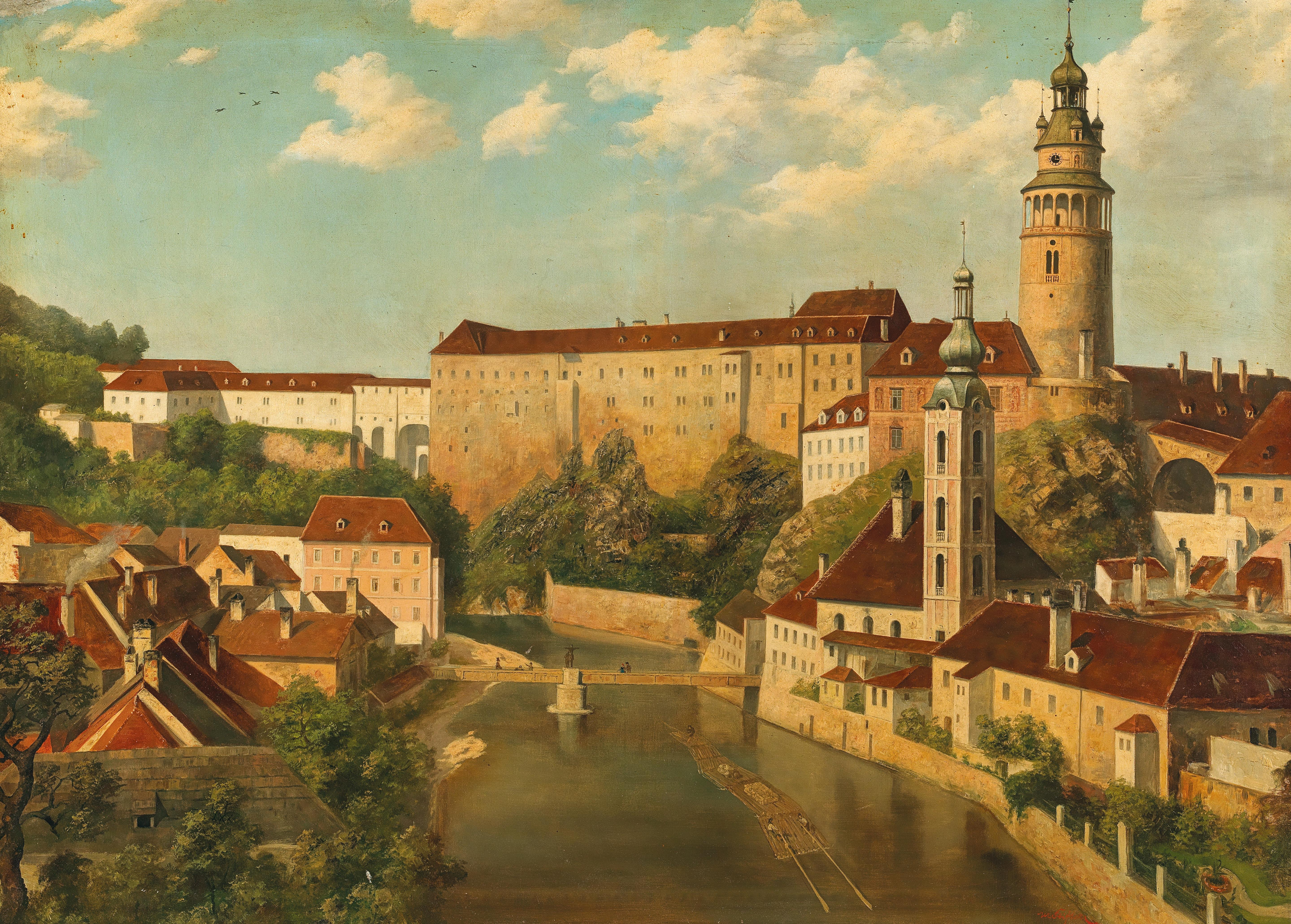
Krumau
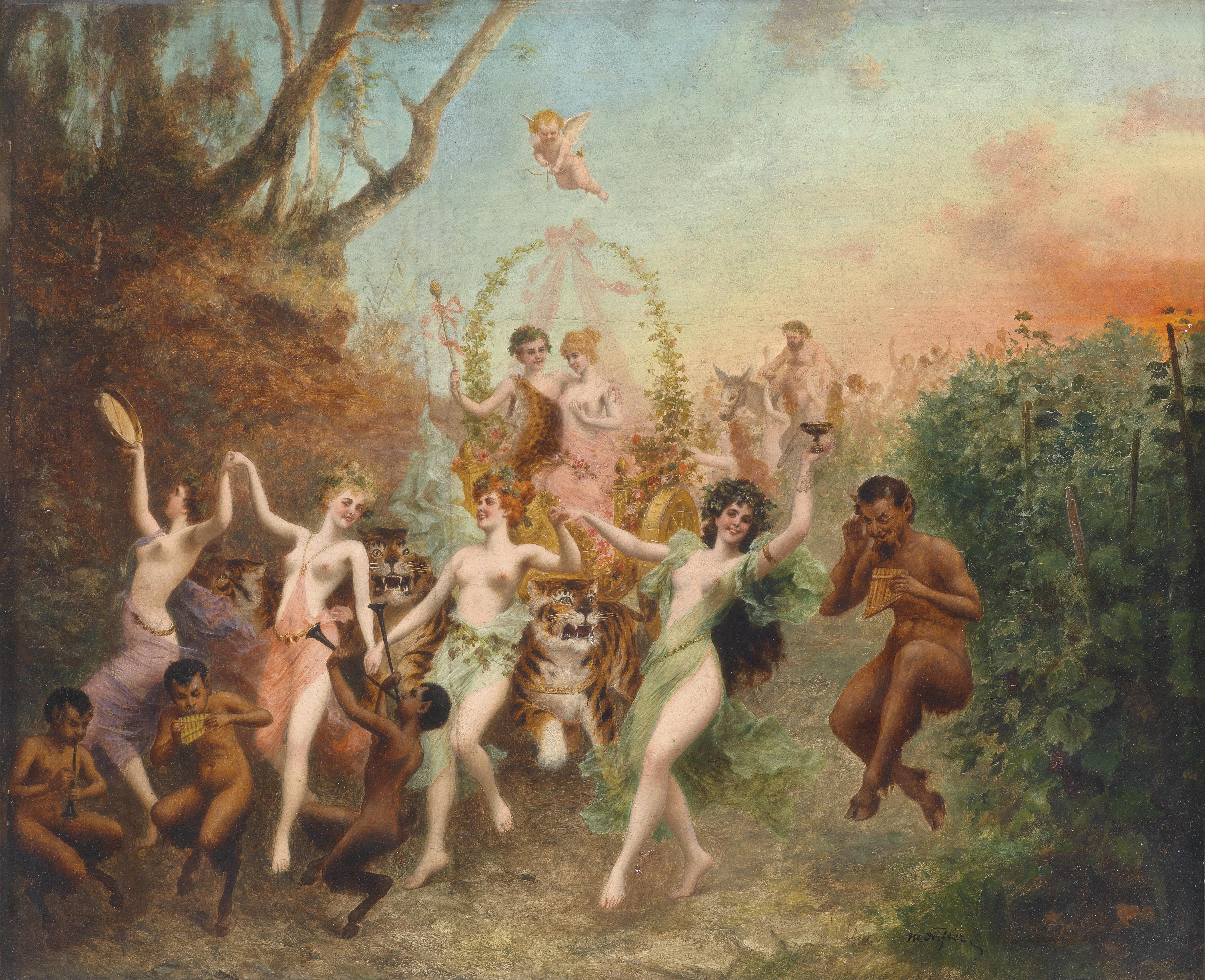
Fest der Faune und Nymphen